# (100818) 1998 FW133
(100818) 1998 FW133 es un asteroide perteneciente al cinturón de asteroides, región del sistema solar que se encuentra entre las órbitas de Marte y Júpiter, descubierto el 20 de marzo de 1998 por el equipo del Lincoln Near-Earth Asteroid Research desde el Laboratorio Lincoln, Socorro, Nuevo México, Estados Unidos.

## Designación y nombre
Designado provisionalmente como 133. 

## Características orbitales
1998 FW133 está situado a una distancia media del Sol de 2,335 ua, pudiendo alejarse hasta 2,674 ua y acercarse hasta 1,996 ua. Su excentricidad es 0,145 y la inclinación orbital 1,145 grados. Emplea 1303,35 días en completar una órbita alrededor del Sol.

## Características físicas
La magnitud absoluta de 1998 FW133 es 16,9. 